# Jean Baptiste Buziau
Jean Baptiste Buziau (Amsterdam, 26 maart 1816 – Deventer, 7 mei 1884) was een Nederlands violist.
Deze Jean Baptiste Buziau werd geboren in het gezin van de Gentse muzikant Charles Buziau en muzikante Catharina Charlotte Matto. Zijn broer Joseph Buziau was eveneens violist en docent aan de Koninklijke Muziekschool. Ook broer Adam Charles Buziau was muzikant. De laatste jaren van zijn leven werd hij door een oogziekte langzaam blind, net als broer Joseph. Hijzelf had meerdere keren een relatie:
- Christina van der Harst met twee buitenechtelijke kinderen
  - Jacob Victor Buziau (Den Haag 30 januari 1842[4] - september 1918), leerling van Henryk Wieniawski, gaf reeds concert op zijn 14e in Breda (1856); in 1863 werd hij benoemd tot violist in de hofkapel van koningin Victoria van het Verenigd Koninkrijk; in 1876 dirigeerde hij bij een toneelstuk in het Royal Olympic Theatre
  - Hendrik Buziau (1851-1851)
- vanaf 1855 tot 11 april 1856 getrouwd met Jeanette de Bellefroid, in kraambed gestorven 
  - Jacques Antoine Buziau (1856-1856)
- vanaf 1863, getrouwd met Maria Agnes Grevenbroeck
  - Charles Louis Buziau
    - Eugene Raoul Buziau

  - Henriëtte Mathilde Buziau, was pianiste, huwde met organist Hendricus Aloysius Petrus de Waart en stichtte met hem een muziekschool
  - Marie Louise Buziau (1867-1871)

Hij was violist en concertmeester in het orkest van de Fransche Opera en de Koninklijke Hofkapel. Hij was vanaf 1861 tevens docent aan de Muziekschool. Bovendien was hij directeur van Apollo in Delft. In maart 1867 werd er ter ere van hem een concert georganiseerd, waarbij een deel van de opbrengst kon worden aangewend om naar een badplaats te kunnen vertrekken ter genezing van zijn oogkwaal. Hij was samen met Johan Coenradus Boers verantwoordelijk voor het betrekken van de Delftse jeugd bij de muziek.
Enkele concerten:
- 20 maart 1842: solist in Introductie en variatiën voor viool van een componist aangeduid als David en Souvenirs de Bellini, fantaisie brillante voor viool van Alexandre Joseph Artôt en Le tremolo, caprice sur un thème de Beethoven van Charles-Auguste de Béroit
- 10 maart 1846: Frascati Amsterdam: zevende philharmonisch concert